# Tranh biếm họa
Tranh biếm họa là một loại hình minh họa, đôi khi hoạt hình, thường theo phong cách phi thực tế hoặc bán thực tế. Ý nghĩa cụ thể đã phát triển theo thời gian, nhưng cách sử dụng hiện đại thường đề cập đến: một hình ảnh hoặc loạt hình ảnh dành cho châm biếm, biếm họa hoặc hài hước; hoặc một hình ảnh chuyển động dựa trên một chuỗi các hình ảnh minh họa cho hoạt hình của nó. Một người tạo ra phim hoạt hình theo nghĩa thứ nhất được gọi là họa sĩ truyện tranh, và theo nghĩa thứ hai, họ thường được gọi là họa sĩ diễn hoạt .
Khái niệm này bắt nguồn từ Thời trung cổ, và lần đầu tiên mô tả là bản vẽ chuẩn bị cho một tác phẩm nghệ thuật, chẳng hạn như một bức tranh, fresco, tấm thảm hoặc kính màu. Vào thế kỷ 19, bắt đầu từ tạp chí Punch vào năm 1843, tranh biếm họa đã được nhắc đến - trớ trêu thay lúc đầu - đến những minh họa hài hước trên các tạp chí và báo chí. Đầu thế kỷ 20, người ta bắt đầu đề cập đến những bộ phim hoạt hình giống như tranh biếm họa in.

## Mỹ thuật
Tranh biếm họa (trong tiếng Ý: cartone và tiếng Hà Lan: karton—những từ mô tả mạnh, giấy nặng hoặc bảng phấn) là một bản vẽ kích thước đầy đủ được làm trên giấy chắc chắn để nghiên cứu hoặc modello cho một bức tranh, kính màu hoặc tấm thảm. Tranh biếm họa thường được sử dụng trong sản xuất bích họa, để liên kết chính xác các bộ phận cấu thành của tác phẩm khi được vẽ trên thạch cao ẩm ướt trong nhiều ngày (giornate).
Những bức tranh như vậy thường có những cái ghim dọc theo đường viền của thiết kế để xoa hay vỗ một túi bồ hóng lên tranh,giữ trên tường, sẽ để lại những chấm đen trên thạch cao ("rập hình vẽ"). Tranh biếm họa của các họa sĩ như tranh Raphael ở London, và ví dụ từ Leonardo da Vinci, được đánh giá cao theo cách riêng của họ. Những tấm thảm được vẽ thường có màu, được theo dõi bởi mắt bởi những người thợ dệt trên khung dệt.

## Truyền thông đại chúng

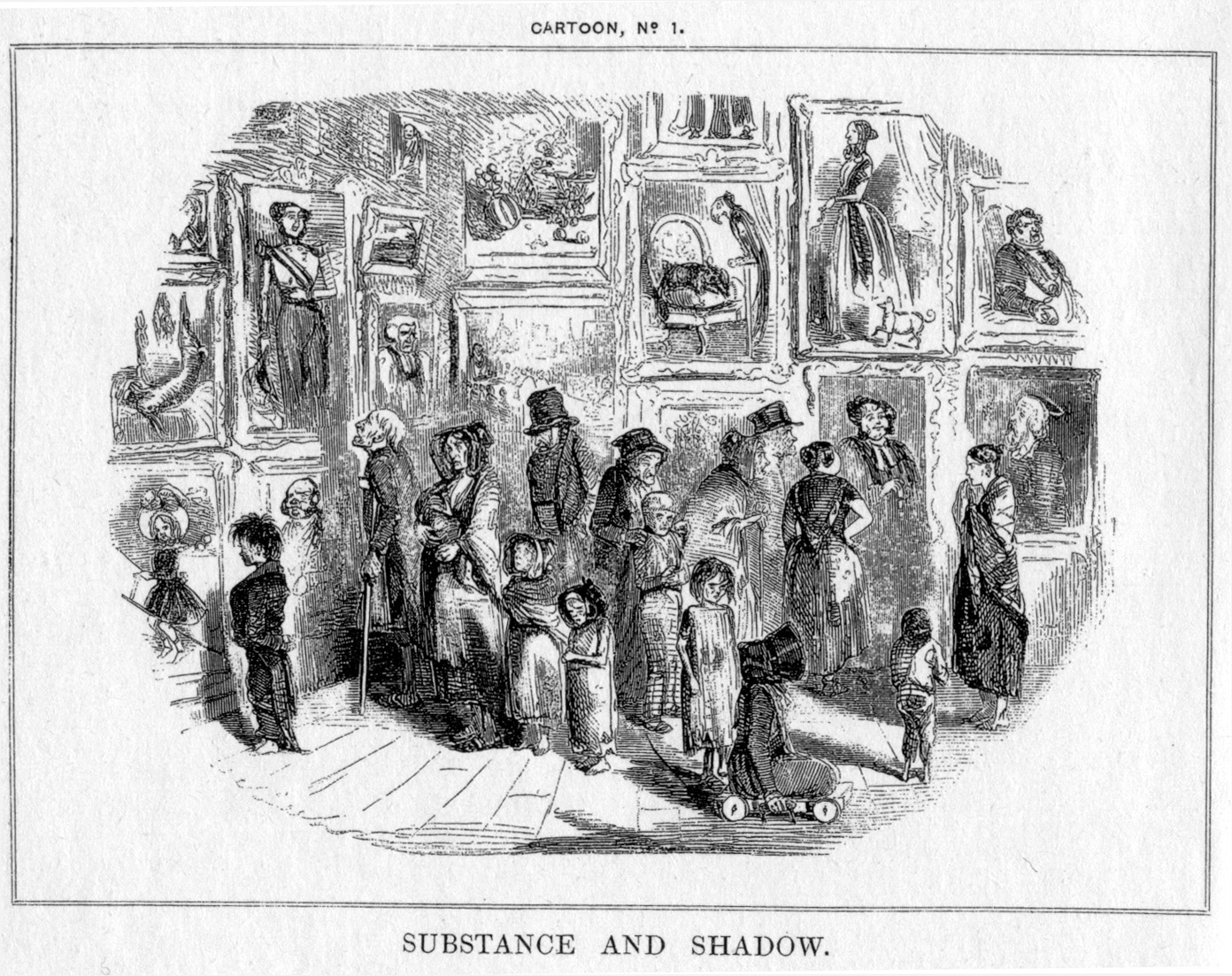
John Leech, Substance and Shadow (1843), xuất bản với tên Cartoon, No. 1 trên tạp chí Punch, tranh biếm họa lần đầu tiên được dùng làm tranh châm biếm.

Trên phương tiện truyền thông in ấn, tranh biếm họa là một hay một loạt hình minh họa, thường là hài hước có chủ đích. Cách sử dụng này có từ năm 1843, khi tạp chí Punch áp dụng thuật ngữ này cho các bức vẽ châm biếm trên các trang báo, đặc biệt là phác thảo của John Leech. Đầu tiên trong số này nhại lại tranh biếm họa chuẩn bị cho các bức bích họa lớn mang tính lịch sử tại Cung điện Westminster mới. Tiêu đề ban đầu cho các bản vẽ này là Mặt của ngài Punch là chữ Q và tiêu đề mới "cartoon" dùng để chế giễu, tham khảo từ dáng vẻ tự đề cao của các chính trị gia Westminster.
Tranh biếm họa có thể chia thành các tranh biếm họa hài hước, trong đó bao gồm tranh biếm họa được biên tập và trang truyện tranh vui trên báo.